# Centrale Moskee van Naryn
De Centrale Moskee van Naryn vernoemd naar Aziret Ali (ook wel Blauwe Moskee Naryn) is de centrale moskee in de stad Naryn in Kirgizië. Er kunnen maximaal 400 mensen tegelijk bidden. Het heeft ook een slaapzaal met 50 bedden. In 2017 werd op het moskeeterrein een kleinere madrassa geopend.
Het gebouw dat het stadsbeeld bepaalt, is gebouwd in 1993 of 1995 en heeft een minaret, een plaatstalen koepel en blauwe buitenmuren. De buitenmuren zijn versierd met ornamenten geïnspireerd op de Kirgizische joerts. Het ligt in het westen van de stad, dat zich uitstrekt langs de rivier Naryn.